# St. Peter-Pagig
St. Peter-Pagig és un municipi del cantó dels Grisons (Suïssa), situat al districte de Plessur. El municipi es va formar l'1 de gener de 2008 per la unió de Sankt Peter i Pagig.